# Jacob Aksglæde
Jacob Aksglæde (født 19. september 1990 på Fyn), også kendt under pseudonymet Aksglæde, er en dansk sanger og sangskriver, der er bedst kendt for sine Indiepop numre Fantomfølelser, Halvgud og Giv Lys Igen, der har opnået platin-status.
Han debuterede i 2016 med sin EP Aksglæde og udgav sit debutalbum Ting Ændrer Sig i 2020. Senest udgav han albummet Godnat og Godmorgen i 2023. En lang række af Jacob Aksglædes musik er produceret og skrevet i samarbejde med Karl-Frederik Reichhardt.

## Pladeselskab
Jacob Aksglæde har sit eget pladeselskab Månelanding (2016).

## Opvækst og privatliv
Jacob Aksglæde voksede op i et rækkehuskvarter i Hjallese på Fyn, hvor han gik på Hjalleseskolen. Han beskriver sin opvækst som tryg og glad, og fortæller ligeledes i en podcast for TV2, at hans forældre holdt af musik og at dette derfor altid var en del af hans opvækst. Dog var det først i begyndelsen af hans teenageår, at Jacob Aksglæde selv begyndte at spille musik, hvilket ledte til at han senere begyndte at skrive sange.
Jacob Aksglæde flyttede som 21-årig til København og bor stadig i byen. Han har ydermere gået på Rytmisk Musikkonservatorium og stoppede på uddannelsen i 2019. Jacob Aksglæde blev i 2017 sideløbende med sin musikkarriere færdiguddannet i statskundskab med titlen Cand.scient.pol.

## Diskografi

### Album
- Ting Ændrer Sig (2020)
- Godnat og Godmorgen (2023)

### EP'er
- Aksglæde (2016)
- Fortrudte Fortielser (2017)
- Hvorfor Kom Du Overhovedet? (2019)
- All-in (2022)

### Singler
- Fantomfølelser (2016)
- Næste Sommer (2017)
- Under Pres (2017)
- Kender Du Det? (2018)
- PromilleRomantikken (2018)
- Bare I Nogle Timer (2018)
- Hvis Du Bare Havde Sagt Noget (2019)
- Det Værste Det Bedste (2019)
- Halvgud (2020)
- Giv Lys Igen (2020)
- Passager (2021)
- I Nat (2021)
- 10-meteren (2021)
- Mellem Dig & Mig (2023)
- Femte Sal (2023)
- Suser Hjem Til Julen (2023)